# Johann Friedrich Hohlfeld

Johann Friedrich Hohlfeld (1809–1861)

Johann Friedrich Hohlfeld (* 16. Februar 1809 in Posen; † 16.  August 1861 in Springfield, Illinois) war ein deutscher Politiker, Redakteur und Verleger. Er war Abgeordneter des Frankfurter Nationalversammlung und des Sächsischen Landtags.

## Leben und Wirken
1832 übernahm Hohlfeld von seinem Schwiegervater den Löbauer Druckereibetrieb und Zeitungsverlag am Theaterplatz und wurde Redakteur des Tagesblattes „Sächsischer Postillon“, der am meisten gelesenen Zeitung der Oberlausitz, des benachbarten Böhmens und Preußens. 1840 kaufte er die Hähnelsche Steindruckerei und 1846 das Gut Jauernick bei Löbau.
Hohlfeld wurde damals zum geistigen Initiator der demokratischen Revolution 1848/49 in der Oberlausitz. In Löbau war er Stadtverordneter und Stadtrat. Als Vertreter des 7., 8. und 9. Wahlkreises gehörte er 1849 der I. Kammer des Sächsischen Landtags an und übernahm das Amt eines Sekretärs der Kammer. Vom 30. Mai  bis zum 18. Juni 1849 war er fraktionsloser Abgeordneter des 2. sächsischen Wahlkreises (Löbau) im „Rumpfparlament“ der Frankfurter Nationalversammlung. 
Hohlfeld war 1849 Sekretär der Provisorischen Regierung Sachsens und beteiligte sich am Dresdner Maiaufstand auf der Barrikade. Nach dem Scheitern der Revolution wurde Hohlfeld wie auch die anderen Revolutionäre verfolgt. Er floh in die Schweiz, dann nach Nordamerika. Dort wurde er Farmer, studierte Medizin und diente schließlich als Feldarzt in den Sezessionskriegen der Vereinigten Staaten. 1861 wurde er in einer Schlacht bei Springfield in Illinois schwer verwundet und verstarb am 16. August. 
Das Strafverfahren wegen Aufruhrs gegen ihn wurde in seiner Abwesenheit vor dem Amtsgericht Löbau geführt. Als „Vaterlandsverräter“ verlor er in Sachsen seine bürgerlichen Rechte und sein ganzes Vermögen. Seine zurückgebliebene Frau blieb Besitzerin seines in Löbau erworbenen Grundstückes.

## Quelle
- Artikel im Biographischen Lexikon der Oberlausitz (Memento vom 15. August 2015 im Internet Archive)
- Johann Friedrich Hohlfeld (1809–1861). In: Institut für Sächsische Geschichte und Volkskunde (Hrsg.): Sächsische Biografie.
- Literatur von und über Johann Friedrich Hohlfeld in der Sächsischen Bibliografie
- Löbauer Journal, Heft 9, Löbauer Museumsgesellschaft 1999

| Personendaten    | Personendaten                                          |
| ---------------- | ------------------------------------------------------ |
| NAME             | Hohlfeld, Johann Friedrich                             |
| KURZBESCHREIBUNG | deutscher Politiker, Redakteur und Verleger, MdNV, MdL |
| GEBURTSDATUM     | 6. Februar 1809                                        |
| GEBURTSORT       | Posen                                                  |
| STERBEDATUM      | 16. August 1861                                        |
| STERBEORT        | Springfield, Illinois                                  |